# Enantiodromie
Enantiodromie (starořecky ἐναντιοδρομία „souběh protikladů“) je teze Hérakleita z Efesu (asi 535–475 př. n. l.), která říká, že věci se vzájemným působením neustále mění, a to ve svůj protiklad (princip panta rhei, "vše plyne"). Tento stav je obdobou snahy po rovnováze (ekvilibriu) v přírodě.
Psycholog Carl Gustav Jung tuto myšlenku aplikuje na lidskou psychiku a říká, že nadbytek jakékoli síly nutně ústí ve svůj opak.
Podobně tuto myšlenku pojímá teoretik komunikace a psychoterapeut Paul Watzlawick, když tvrdí, že přespříliš dobra se vždy obrací ve zlo: příliš patriotismu plodí šovinismus, přílišná potřeba jistoty plodí obsesi a příliš mnoho máslového dortu ústí v nevolnost.